# Liste der Straßennamen von Frankfurt am Main/E

## Eb
Ebereschenweg, Frankfurter Berg
Ebereschen  sind eine Pflanzengattung der Kernobstgewächse (Pyrinae) innerhalb der Familie der Rosengewächse (Rosaceae).
Eberhard-Beckmann-Anlage, Dornbusch
Eberhard Beckmann (1905–1962), Theaterkritiker, Feuilletonist und Reiseschriftsteller; ab 1946 Leiter von „Radio Frankfurt“, danach (ab 1948) bis 1962 erster Intendant des Hessischen Rundfunks
Eberhardstraße, Bornheim
Johann Schwind (1580–1648), Stadtschultheiß, Gewürz-, Korn und Weinhändler, starb kinderlos. Seine Erben, die Kinder seiner Schwester, wurden geadelt unter dem Namen Eberhard. Stiftete der Stadt ein Waisenhaus.
Ebersheimstraße, Dornbusch
Johann Peter Ebersheim, im 17. Jahrhundert Besitzer des Kühhornshofes, heute Bertramshof
Eberstadtstraße, Praunheim
Rudolf Eberstadt, (* 8. Juli 1856 in Worms; † 9. Juni 1922 in Berlin). Dr.-Ing., Honorarprofessor für Architektur, Stadtplaner

## Ec
Echzeller Straße, Bergen-Enkheim
Echzell, Gemeinde im Wetteraukreis
Eckenheimer Landstraße, mehrere Stadtteile
Benannt nach dem Stadtteil Eckenheim, wo sie auch endet. Wichtige Ausfallstraße in den Norden.
Eckenheimer Schulstraße, Eckenheim
Kleine Straße im Stadtteil Eckenheim, in der das ehemalige Schulgebäude steht.
Eckernförder Straße, Dornbusch
Eckernförde, Stadt in Schleswig-Holstein
Eckhardtstraße, Ostend
Ludwig Friedrich Leonhard Eckhardt (1817–1897), Frankfurter Wasser- und Brückenbau-Inspektor

## Ed
Edenkobener Straße, Sindlingen
Edenkoben, Stadt im Landkreis Südliche Weinstraße / Rheinland-Pfalz
Ederstraße, Bockenheim
die Eder, Fluss in Mittel-/Nordhessen, mündet in die Fulda
Edingerweg, Dornbusch (1935–1945 Walter-Flex-Straße)
Anna Edinger (1863–1929), Frankfurter Sozialrechtlerin, Philanthropin und engagiert in der Frauenbewegung, verheiratet mit Dr. Ludwig Edinger, Arzt und Gelehrter.
- Walter Flex (1887–1917), Schriftsteller, als Freiwilliger gefallen im Ersten Weltkrieg.

Edisonstraße, Bergen-Enkheim
Thomas Alva Edison (1847–1931) war ein genialer US-amerikanischer Erfinder auf dem Gebiet der Elektrizität und des Kraftwerkwesens. Am bekanntesten die Erfindung der Glühlampe.
Edith-Stein-Weg, Kalbach-Riedberg
Edith Stein (1891–1942), deutsche Philosophin und katholische Nonne, aufgrund ihrer jüdischen Abstammung im KZ Auschwitz-Birkenau ermordet. 1998 heiliggesprochen.
Edmund-Rumpler-Straße, Flughafen
Edmund Rumpler (1872–1940), in Wien gebürtiger Flugzeug- und Automobilkonstrukteur. Berühmt wurden die Rumpler Taube und  der Tropfenwagen. 1903 Leiter des Konstruktionsbüros der Adlerwerke in Frankfurt, wo er die erste Schwingachse erfand. Mit August Euler gründete er 1908 in Berlin die Rumpler Flugzeugwerke GmbH, die erste deutsche Flugzeugfabrik.
Eduard-Bernstein-Weg, Niederursel
Eduard Bernstein (1850–1932) war ein sozialdemokratischer Theoretiker und Politiker in der SPD. Anstifter der Revisionismus-Debatte in dieser Partei.
Eduard-Rüppell-Straße, Dornbusch
Wilhelm Peter Simon Eduard Rüppell (1794–1884) war ein Frankfurter Naturwissenschaftler und Afrikaforscher. 1841 wurde er zweiter Direktor der von ihm mitgegründeten Senckenbergischen Naturforschenden Gesellschaft (SNG). Legte den Grundstock zum Senckenbergmuseum.

## Eg
Egelsbacher Straße, Niederrad
Egelsbach, Gemeinde und Flugplatz im Landkreis Offenbach
Egenolffstraße, Nordend
Der Drucker und Verleger Christian Egenolff (1502–1555) kam 1530 aus Straßburg nach Frankfurt und gehörte hier zum Humanistenkreis um Hamman von Holzhausen. Egenolff besaß in Frankfurt eine Schriftgießerei und die erste ständige Buchdruckerei, in der die erste in der Stadt gedruckte Lutherbibel in deutscher Sprache hergestellt wurde.
Egerländer Straße, Nieder-Erlenbach
Das Egerland ist eine Region im Westen Böhmens, benannt nach dem Fluss und der heute tschechischen Stadt gleichen Namens (jetzt Cheb).
Egestraße, Praunheim
Albrecht Ege (1878–1943), Frankfurter Zimmerer, Stadtverordneter der SPD und Mitglied einer sozialdemokratischen Widerstandsgruppe gegen den Nationalsozialismus, 1943 vom OLG Kassel wegen „Vorbereitung eines hochverräterischen Unternehmens“ verurteilt und in Frankfurt-Preungesheim mit dem Fallbeil hingerichtet.

## Eh
Ehingerstraße, Gallus
August Ehinger († 1891) gründete eine Stiftung zur Unterstützung Hilfsbedürftiger.

## Ei
Eichendorffstraße, Dornbusch
Joseph Karl Benedikt Freiherr von Eichendorff (1788–1857) war ein bedeutender Dichter und Schriftsteller der schlesischen Romantik. Sein bekanntestes Werk lautet Aus dem Leben eines Taugenichts.
Eichwaldstraße, Bornheim
Flurname. Bis ins 16. Jahrhundert war das Gebiet um die heutige Berger Straße bewaldet.
Eifelstraße, Schwanheim
Die Eifel ist ein Mittelgebirge im Grenzgebiet von Deutschland, Luxemburg und Belgien. Bekannt vor allem durch seine erloschenen Vulkane und Maare. Häufig in der Geschichte war es auch militärisches Aufmarschgebiet.
Einbaumstraße, Griesheim
Kaum zu glauben, aber wahr: bei einem Hochwasser um 1909 wurden Reste eines Einbaums aus frühgeschichtlicher Zeit gefunden und aus dem Main geborgen.
Einbiglerweg, Fechenheim
Kaspar Einbigler (1845–1885), Gründer der Freiwilligen Feuerwehr in Fechenheim
Einsiedlerstraße, Niederursel
Einsiedler, 607 m hoher Berg im Hochtaunuskreis
Eisenacher Weg, Zeilsheim
Eisenach, Stadt in Thüringen. Mit der Wartburg, UNESCO-Weltkulturerbe, auf der Martin Luther seine Bibelübersetzung durchführte, verfügt die Stadt über einen ausgesprochenen Tourismusmagneten.
Eiserfelder Straße, Sossenheim
Eiserfeld, früher selbständige Stadt, jetzt Stadtteil von Siegen in Nordrhein-Westfalen. Früher Bergbauregion, daher der Name.
Eiserne Hand, Nordend
Dort, wo in der Eckenheimer Landstraße der Weg zur Friedberger Warte abbog, machte eine an einer langen Stange befestigte eiserne Hand auf die richtige Richtung aufmerksam.

## El
Elbestraße, Bahnhofsviertel
Elbe, rund 1100 km langer Strom, entspringt in der Tschechischen Republik, mündet bei Cuxhaven in die Nordsee.
Elbinger Straße, Bockenheim
Elbing, polnische Bezeichnung Elbląg, Stadt in Masuren.
Elefantengasse, Innenstadt
benannt nach dem dortigen Haus zum Elefanten
Elektronstraße, Griesheim
Die 1856 gegründete Chemische Fabrik Griesheim-Elektron schloss sich 1925 der I.G. Farben AG an. Heute eingegliedert in die Clariant-Gruppe.
Eleonore-Sterling-Straße, Eckenheim
Eleonore Sterling (1925–1968), Politologin. Autorin von: Die Geschichte der Juden in Deutschland.
Elisabethenplatz, Bockenheim, und Elisabethenstraße, Sachsenhausen
Elisabeth von Thüringen (1207–1231), Landgräfin von Thüringen, Stammmutter der Landgrafen von Hessen, starb in Marburg. Wegen ihrer Wohltätigkeit sehr beliebt und schon 1235 heiliggesprochen. Patronin von Thüringen und Hessen sowie des Deutschherrnordens, der in Sachsenhausen eine Kommende besaß.
Elisabeth-Kuhn-Straße, Schwanheim (Industriepark)
Elisabeth Kuhn (1885–1977), erste Werksärztin der Hoechst AG und Leiterin der werkseigenen Entbindungsstation, des sogenannten „Storchennests“.
Elisabeth-Schwarzhaupt-Anlage, Dornbusch
Elisabeth Schwarzhaupt (1901–1986), aus Frankfurt gebürtige CDU-Politikerin. Sie war von 1961 bis 1966 Bundesministerin für das Gesundheitswesen und damit die erste Frau, die das Amt eines Bundesministers bekleidete.
Elisabeth-Selbert-Platz, Kalbach
Elisabeth Selbert (1896–1986), aus Kassel stammende SPD-Politikerin und Juristin. Sie war eine der vier Mütter des Grundgesetzes und zu großen Teilen für die Durchsetzung des Gleichberechtigungsartikels (Art. 3 GG) verantwortlich.
Elisabeth-Winterhalter-Straße, Niederursel
Elisabeth Hermine Winterhalter (1856–1952), erste deutsche Chirurgin, lebte ab 1911 in Hofheim am Taunus zusammen mit der Kunstmalerin Ottilie W. Roederstein, mit der sie die Röderstein-Winterhalter’sche Stiftung errichtete.
Elkenbachstraße, Nordend
Der Elkenbach entspringt im Günthersburgpark. Längst unterirdisch. Ob er seinen Namen, wie behauptet, tatsächlich den an seinem Bachlauf einmal weidenden Elchen verdankt, sei dahingestellt. Klingt aber irgendwie gut.
Ella-Bergmann-Michel-Straße, Kalbach-Riedberg
Ella Bergmann-Michel (1895–1971), deutsche Malerin, Fotografin und Dokumentarfilmerin. 1931 gründete sie unter Einfluss der architektonischen Reformbewegung „Das Neue Frankfurt“. Sie erhielt von den Nationalsozialisten 1933 Berufsverbot.
Ellerstraße, Seckbach
Der Name leitet sich von einem Bachlauf her, der den Namen Eller getragen hat, er existiert heute nicht mehr.
Elli-Lucht-Park, Niederrad
Elli Lucht (1906–1974), Niederräder Stifterin
Elly-Beinhorn-Straße, Flughafen
Elly Rosemeyer-Beinhorn (1907–2007), berühmte Kunstfliegerin, stellte in den 30er Jahren mehrere Langstreckenflugrekorde auf, war verheiratet mit dem legendären, 1938 tödlich verunglückten Bernd Rosemeyer
Elly-Heuss-Knapp-Straße, Kalbach
Elly Heuss-Knapp (1881–1952), Frau des ersten deutschen Bundespräsidenten Theodor Heuss, deutsche Politikerin, Sozialreformerin und die Gründerin des Deutschen Müttergenesungswerks.
Elmer Weg, Fechenheim
Elm, Stadtteil von Schlüchtern im Main-Kinzig-Kreis
Elsa-Brändström-Platz, Westend
Elsa Brändström (1888–1948), schwedische Philanthropin, bekannt als „Engel von Sibirien“ in den russischen Gefangenenlagern des Ersten Weltkrieges.
Else-Alken-Straße, Niederrad
Else Alken (1877–1942), mit 18 Jahren vom Judentum zum Katholizismus konvertiert, ehrenamtliches soziales Engagement im Frankfurter Gefängnisverein, Vorsitzende des Frankfurter Frauenverbandes, seit 1924 ehrenamtliche Stadträtin des Zentrums, 1933 nicht wieder angetreten, 1942 wurde sie in das KZ Theresienstadt deportiert und ist dort umgekommen.
Else-Epstein-Weg, Nordend-West
Maria Elisabeth Epstein (1881–1948), in Frankfurt gebürtige Politikerin der DDP, nach dem Krieg der CDU. Geschäftsführerin des Frankfurter Bundes für Volksbildung, verheiratet mit dem jüdischen Chemiker Dr. Wilhelm Epstein. Sie wurde 1942 in das Frauen-KZ Ravensbrück interniert.
Elsheimerstraße, Westend
Adam Elsheimer (1578–1610), bedeutender Frankfurter Maler, der nach seiner Ausbildung um 1600 nach Rom zog und dort bis zu seinem Tod wirkte.
Eltviller Straße, Sossenheim
Eltville am Rhein ist die älteste und größte Stadt im hessischen Rheingau. Bekannt durch ihren Weinbau und die Sektproduktion.

## Em
Emdener Straße, Griesheim
Emden, alte Hafenstadt in Ostfriesland.
Emil-Claar-Straße, Westend (1935–1945 Rankestraße)
Emil Claar, eigentlich Emil Rappaport (1842–1930), Schauspieler, Schriftsteller, Intendant der Frankfurter Oper (1879–1900) und Leiter des Schauspiels (1900–1912).
- Leopold von Ranke (1795–1886), Historiker, gilt als „Vater der objektiven Geschichtsschreibung“

Emil-Mangelsdorff-Allee, Nordend
Emil Mangelsdorff (1925–2022) war ein deutscher Jazzmusiker (Saxophon, Flöte).
Emil-Sulzbach-Straße, Westend
Emil Sulzbach († 1932), Bankier, war Ehrenpräsident des Hoch’schen Konservatoriums.
Emil-von-Behring-Straße, Niederursel
Emil Adolf von Behring (1854–1917) war ein deutscher Bakteriologe und Serologe. Für seine Verdienste in der Serumtherapie, vor allem im Kampf gegen die Diphtherie, wurde er im Jahre 1901 mit dem ersten Nobelpreis für Physiologie oder Medizin geehrt und geadelt.
Emmerich-Josef-Straße, Höchst
Emmerich Joseph von Breidbach zu Bürresheim (1707–1774) war Kurfürst von Mainz und gründete im 18. Jahrhundert die Höchster Neustadt, in der auch diese Straße liegt.
Emsdorfer Straße, Eschersheim
Emsdorf, heute Stadtteil von Kirchhain im Landkreis Marburg-Biedenkopf
Emser Straße und in der Verlängerung die Emser Brücke, Bockenheim
Bad Ems, an der Lahn gelegene Kreisstadt des Rhein-Lahn-Kreises in Rheinland-Pfalz. Berühmt wurde sie durch die Emser Depesche, die den deutsch-französischen Krieg 1870/71 auslöste.

## En
Engelsplatz, Riederwald (1933–1945 Memeler Platz)
Friedrich Engels (1820–1895), Kaufmann, Philosoph, förderte und unterstützte Karl Marx, verfasste zusammen mit Marx u. a. das „Kommunistische Manifest“.
- 1933 umbenannt nach der heute litauischen Hafenstadt Klaipėda, deutsch Memel.

Engelsruhe, Unterliederbach
Arbeitersiedlung auf einem Grundstück, das einer Familie Engel gehört.
Engelthaler Straße, Eckenheim
Kloster Engelthal, ehemaliges Zisterzienserinnenkloster, seit 1962 Benediktinerinnenkloster in der Gemeinde Altenstadt (Hessen).
Enkheimer Straße, Bornheim
Enkheim, zusammen mit Bergen ehemals selbständige Stadt im Landkreis Hanau, seit 1977 als Stadtteil Bergen-Enkheim nach Frankfurt eingemeindet.

## Ep
Eppenhainer Straße, Gallus
Eppenhain, heute Stadtteil von Kelkheim (Taunus) im Main-Taunus-Kreis
Eppsteiner Straße, Westend
Eppstein, Burg und Stadt im Main-Taunus-Kreis
Eptingweg, Unterliederbach
Max Epting (1850–1927) war Chemiker in den Farbwerken Hoechst und maßgeblich an der Entwicklung der Indigofarben beteiligt.

## Er
Erbacher Straße, Oberrad
Erbach (Odenwald), hessische Kreisstadt des Odenwaldkreises
Erbbaustraße, Gallus
Straße, die nach den Prinzipien des Erbbaurechts erstellt wurde.
Erfurter Weg, Zeilsheim
Erfurt, Landeshauptstadt des Bundeslandes Thüringen
Erich-Fromm-Platz, Westend
Erich Fromm (1900–1980), war ein in Frankfurt geborener Psychoanalytiker, Philosoph und Sozialpsychologe jüdischer Herkunft. Ab 1940 war er US-Staatsbürger.
Erich-Kästner-Straße, Bergen-Enkheim
Erich Kästner (1899–1974) war ein deutscher Schriftsteller, Drehbuchautor und Kabarettist. Bekannt wurde er durch seine humoristischen bis zeitkritischen Gedichte und seine vielen, zum Teil verfilmten Kinderbücher, z. B. Das doppelte Lottchen und Pünktchen und Anton.
Erich-Ollenhauer-Ring, Heddernheim
Erich Ollenhauer (1901–1963) war von 1952 bis 1963 SPD-Parteivorsitzender und Fraktionsvorsitzender der SPD im Deutschen Bundestag.
Erlenseer Straße, Bergen-Enkheim
Erlensee, 1970 aus den beiden Orten Langendiebach und Rückingen gebildete Gemeinde im Main-Kinzig-Kreis
Erna-Pinner-Straße, Kalbach-Riedberg
Erna Pinner (1890–1987), in Frankfurt gebürtige Zeichnerin, Puppenkünstlerin, Schriftstellerin und Naturwissenschaftlerin jüdischer Abstammung.
Ernst-Achilles-Platz, Ostend
Ernst Achilles (1929–1999) war Oberbranddirektor der Stadt Frankfurt am Main und damit Chef der Frankfurter Berufsfeuerwehr. Er wurde weltweit als Brandsachverständiger anerkannt und setzte Maßstäbe im vorbeugenden Brandschutz, speziell dem von Hochhäusern
Ernst-Abbe-Straße, Kalbach-Riedberg
Ernst Karl Abbe (1840–1905), deutscher Physiker, Optiker und Sozialreformer. Mitbegründer der Fa. Carl Zeiss, die durch ihre optischen Geräte Weltruhm errang
Ernst-Balser-Straße, Kalbach-Riedberg
Ernst Balser (1893–1964), in Neu-Isenburg gebürtiger Architekt der klassischen Moderne. In den 1920er Jahren war er unter Ernst May am Projekt Neues Frankfurt beschäftigt. Entwarf nach 1950 diverse Bauten, u. a. das Verwaltungsgebäude der Chemag in Frankfurt
Ernst-Heinkel-Straße, Fechenheim
Ernst Heinkel (1888–1958) war ein deutscher Ingenieur, hauptsächlich auf dem Gebiet der Entwicklung von Verkehrs- und Kampfflugzeugen tätig. 1937 wurde Ernst Heinkel zum Wehrwirtschaftsführer ernannt. In der Ernst-Heinkel AG entstand das erste Düsenflugzeug der Welt. Nach dem Zweiten Weltkrieg hielt er seine Firma mit Motorrollern über Wasser.
Ernst-Kahn-Straße, Heddernheim
Ernst Kahn (1884–1959), Sozialpolitiker, Sozialwissenschaftler, Dozent für das Wohnungswesen während der Weimarer Republik
Ernst-May-Platz, Bornheim (Siedlung Bornheimer Hang)
Ernst May (1886–1970) war ein renommierter Architekt und Stadtplaner der Klassischen Moderne. Zwischen 1925 und 1930 war er als Siedlungsdezernent verantwortlich für das Projekt Neues Frankfurt. So entstanden die Siedlungen Bornheimer Hang, Römerstadt, Praunheim, Westhausen, Höhenblick, Raimundstraße und Miquelallee. 1933 emigrierte er nach Afrika und kehrte erst nach dem Zweiten Weltkrieg wieder nach Deutschland zurück.
Ernst-Schwendler-Straße, Dornbusch
Ernst Schwendler (1774–1854), erster Konsul Amerikas in der Freien Stadt Frankfurt. Bereits 1829 wurde die erste diplomatische Vertretung der USA in der Straße Schöne Aussicht No. 17, eröffnet. Dieser Teil des bronzezeitlichen Diebsgrundweges bzw. der historischen Via Regia wurde mit dem Bau der angrenzenden Carl-Schurz-Siedlung 1951 umbenannt.
Ernst-Wiss-Straße, Griesheim
Ernst Wiss (1870–1945) gelang 1901 erstmals die Speicherung von Wasserstoff-Gas in Stahlflaschen. Er entwickelte 1902 bis 1904 bei Griesheim-Elektron den ersten Wasserstoff-Sauerstoff-Schneidbrenner. 1927–1933 war er Mitglied der Kaiser-Wilhelm-Gesellschaft.
Erzbergerstraße, Griesheim (1933–1945 Straßburger Weg)
Matthias Erzberger (1875–1921), ermordet bei Bad Griesbach im Schwarzwald, war ein Politiker der Zentrumspartei im Kaiserreich und in der Weimarer Republik. Er war verfemt bei den Nationalisten, weil er am 11. November 1918 in Compiègne (Frankreich) den Waffenstillstand mit den Alliierten unterzeichnete, der die Kampfhandlungen des Ersten Weltkrieges beendete.
- So wurde die Straße kurz nach Hitlers Machtergreifung umbenannt nach der elsässischen Stadt Straßburg.

## Es
Eschenbachstraße, Sachsenhausen
Wolfram von Eschenbach, legendärer deutscher Dichter und Minnesänger im 12. Jahrhundert.
Eschersheimer Landstraße, mehrere Stadtteile
Benannt nach dem Stadtteil Eschersheim, wo sie auch endet. Wichtige Ausfallstraße in den Norden.
Eschweger Straße, Seckbach
Eschwege, Kreisstadt des Werra-Meißner-Kreises.
Eselsweg, Seckbach
Der Name erinnert an eine der ältesten Beförderungsmöglichkeiten insbesondere der ländlichen Bevölkerung für Personen und Waren aller Art.
Esperantostraße, Sachsenhausen
Esperanto ist die am weitesten verbreitete internationale Plansprache. Ihr Name leitet sich von dem Pseudonym ab, unter dem Ludwik Lejzer Zamenhof, in deutschen Texten Ludwig Lazarus Samenhof, 1887 die Grundlagen der Sprache veröffentlichte (siehe auch Ludwig-Zamenhof-Weg in Sachsenhausen).
Esslinger Straße, Gutleutviertel
Esslingen am Neckar, Große Kreisstadt und Verwaltungssitz des Landkreises Esslingen, Baden-Württemberg.

## Et
Ettlingerstraße, Bornheim (1935–1945 Karlsbader Straße)
Raphael Ettlinger (1852–1909), Kaufmann, Stifter jüdischen Glaubens, langjähriger Vorstandsvorsitzender der Börneplatzsynagoge.
- 1935 umbenannt nach Karlsbad in Böhmen, dem heute tschechischen Badeort Karlovy Vary.

Ettinghausen-Platz, Höchst
Platz an der während der Novemberpogrome 1938 niedergebrannten Höchster Synagoge.
Die Familie Ettinghausen war eine der ältesten jüdischen Familien in Höchst, die im Sozial-, Wirtschafts- und Vereinsleben sowie in der Kommunalpolitik aktiv war.

## Eu-Ew
Euckenstraße, Unterliederbach
Rudolf Christoph Eucken (1846–1926), Philosoph, arbeitete zeitweise als Gymnasiallehrer in Frankfurt, vertrat den nachkantischen Neuen Idealismus. 1908 Nobelpreis für Literatur.
Eugen-Blanck-Straße, Kalbach-Riedberg
Eugen Blanck (1901–1980), Architekt, Mitarbeiter von Martin Elsaesser und Ernst May im Frankfurter Hochbauamt. 1946–1948 Stadtbaurat in Frankfurt, danach freischaffender Architekt in mehreren Städten.
Eugen-Hartmann-Straße, Praunheim
Wilhelm Eugen Hartmann (1853–1915), Elektrotechniker, gründete 1884 die Frankfurter Firma Hartmann & Braun.
Eugen-Kaufmann-Straße, Kalbach-Riedberg
Eugen Kaufmann (1892–1984), in Frankfurt gebürtiger Architekt. Seit 1925 war er unter Leitung von Ernst May in der kommunalen Bauverwaltung am Projekt Neues Frankfurt beschäftigt, wo er u. a. an der Siedlung Praunheim mitwirkte. Ob seiner jüdischen Abstammung emigrierte er 1933 nach London, wo er unter dem Namen Eugene Charles Kent ein eigenes Architekturbüro betrieb.
Ewald-Heinrich-von-Kleist-Platz, Kalbach-Riedberg
Ewald-Heinrich von Kleist-Schmenzin (1922–2013), deutscher Offizier und Widerstandskämpfer aus dem Kreis von Claus Schenk Graf von Stauffenberg.

## Ey
Eysseneckstraße, Nordend
das Patriziergeschlecht Eysseneck war aus Wien zugewandert. 1614 nahm der Schöffe und Zeugherr Johann Martin Baur von Eysseneck die Anführer des Fettmilchaufstandes fest.
Eyssenstraße, Ostend
Remigius Eyssen (1813–1859) war Leiter des städtischen Wasser- und Brückenbaus in Frankfurt sowie Direktor der Main-Weser-Bahn.
Eytelweinstraße, Ostend
Johann Albert Eytelwein (1764–1848), Wasserbau-Ingenieur, Oberlandesbaudirektor, geboren in Frankfurt